# Europejska Nagroda Muzyczna MTV dla najlepszego wykonawcy rock
Europejska Nagroda Muzyczna MTV dla najlepszego wykonawcy rock – nagroda przyznawana przez redakcję MTV Europe podczas corocznego rozdania MTV Europe Music Awards. Nagrodę dla najlepszego wykonawcy rock po raz pierwszy przyznano w 1994 r. O zwycięstwie decydują widzowie za pomocą głosowania internetowego i telefonicznego (smsowego).

## Zwycięzcy i nominowani

### 1994
- Aerosmith
  - Metallica
  - Rage Against the Machine
  - Soundgarden
  - Therapy?

### 1995
- Bon Jovi
  - Green Day
  - Oasis
  - The Offspring
  - Therapy?

### 1996
- The Smashing Pumpkins
  - Bon Jovi
  - Die Toten Hosen
  - Metallica
  - Oasis

### 1997
- Oasis
  - Aerosmith
  - Jon Bon Jovi
  - Bush
  - Skunk Anansie

### 1998
- Aerosmith
  - Garbage
  - Marilyn Manson
  - Rammstein
  - The Smashing Pumpkins

### 1999
- The Offspring
  - The Cardigans
  - Lenny Kravitz
  - Marilyn Manson
  - Red Hot Chili Peppers

### 2000
- Red Hot Chili Peppers
  - Bon Jovi
  - Foo Fighters
  - Korn
  - Limp Bizkit

### 2001
- Blink 182
  - Crazy Town
  - Limp Bizkit
  - Linkin Park
  - U2

### 2002
- Red Hot Chili Peppers
  - Bon Jovi
  - Coldplay
  - Nickelback
  - U2

### 2003
- The White Stripes
  - Good Charlotte
  - Linkin Park
  - Metallica
  - Red Hot Chili Peppers

### 2004
- Linkin Park
  - The Darkness
  - Good Charlotte
  - Green Day
  - Red Hot Chili Peppers

### 2005
- Green Day
  - Coldplay
  - Foo Fighters
  - Franz Ferdinand
  - U2

### 2006
- The Killers
  - Evanescence
  - Keane
  - Red Hot Chili Peppers
  - The Strokes

### 2007 (Rock Out)
- 30 Seconds to Mars
  - Evanescence
  - Fall Out Boy
  - Linkin Park
  - My Chemical Romance

### 2008 (Rock Out)
- 30 Seconds to Mars
  - Linkin Park
  - Metallica
  - Paramore
  - Slipknot

### 2009
- Green Day
  - Foo Fighters
  - Kings of Leon
  - Linkin Park
  - U2

### 2010
- 30 Seconds to Mars
  - Kings of Leon
  - Linkin Park
  - Muse
  - Ozzy Osbourne

### 2011
- Linkin Park
  - Coldplay
  - Foo Fighters
  - Kings of Leon
  - Red Hot Chili Peppers

### 2012
- Linkin Park
  - Coldplay
  - Green Day
  - The Killers
  - Muse

### 2013
- Green Day
  - Black Sabbath
  - The Killers
  - Kings of Leon
  - Queens of the Stone Age

### 2014
- Linkin Park
  - Arctic Monkeys
  - The Black Keys
  - Coldplay
  - Imagine Dragons

### 2015
- Coldplay
  - Foo Fighters
  - Muse
  - Royal Blood
  - AC/DC

### 2016
- Coldplay
  - Green Day
  - Metallica
  - Muse
  - Red Hot Chili Peppers

### 2017
- Coldplay
  - Foo Fighters
  - Royal Blood
  - The Killers
  - U2

### 2018
- 5 Seconds of Summer
  - Foo Fighters
  - Imagine Dragons
  - Muse
  - U2

### 2019
- Green Day
  - Imagine Dragons
  - Liam Gallagher
  - Panic! at the Disco
  - The 1975